# Herbert George Wells
Herbert George Wells [hêrbert džórdž- vêls], angleški pisatelj, * 21. september 1866, Bromley, danes mestno področje Londona (tedaj grofija Kent), Anglija, † 13. avgust 1946, London.
Wells je najbolj znan po znanstvenofantastičnih romanih, kot sta Vojna svetov (The War of the Worlds) in Časovni stroj (The Time Machine).

## Življenje

### Zgodnja leta
Herbert George je bil četrti in zadnji sin nekdanjega domačega vrtnarja, lastnika trgovine in profesionalnega igralca kriketa Josepha Wellsa in njegove žene, nekdanje služkinje in občasne gospodinje Sarah Neal. Rodil se je v ulici 57 The High Street v Bromleyju. Oba starša sta izhajala iz delavskega razreda. Prejemala sta borno plačo, ki je več let pomagala vzdrževati družino.
Za mladega Herberta Georgea je bila pomembna nesreča, ki se mu je pripetila leta 1874, ko je bil star osem let. Nekaj časa je imel zlomljeno nogo. Da bi si krajšal čas, je začel brati in kmalu je postal navdušen ljubitelj knjig. Tega leta se je vpisal na Akademijo Thomasa Morleyja, domnevno imenovano po priznanem angleškem skladatelju madrigalov in orglavcu Thomasu Morleyju (1557/58–1602). Tu je študiral do leta 1879. Leta 1877 ga je v življenju doletela nova nesreča. Sedaj si je zlomil stegnenico njegov oče in ni mogel več igrati kriketa, tako da je moral služiti le s prihodki iz trgovine.
Ker starša nista mogla več vzdrževati sinov, sta jih dala v uk različnim strokovnjakom. Učenje mladih nameščencev pri izkušnejših službodajalcih je bilo tedaj običajno. Med letoma 1880 in 1883 je bil Herbert George vajenec za suknarja. Med vajeništvom je bil zaradi slabih izkušenj nesrečen. Te izkušnje so mu kasneje služile kot navdih pri pisanju romana Kipps, ki opisuje življenje suknarskega vajenca, ko je med drugim grajal porazdelitev blagostanja po svetu. V teh letih so prebivalci kentske obmorske vasice Sandgate Herberta Georgea dobro poznali.

### Učiteljevanje
Leta 1883 ga je službodajalec odslovil in trdil, da ni bil zadovoljen z njim. Mladi Herbert George ni bil zadovoljen s koncem svojega vajenstva. V tem letu je postal učitelj na klasični gimnaziji v Midhurstu, kasneje pa je prejel štipendijo za Normal School of Science (kasneje Kraljevi znanstveni kolidž (Royal College of Science), danes del Imperialnega kolidža (Imperial College), v Londonu, kjer je študiral biologijo pri Thomasu Henryju Huxleyju. Kot študent kolidža je kasneje pomagal ustanoviti Zvezo Kraljevega znanstvenega kolidža in leta 1909 tudi postal njen prvi predsednik. Tu je študiral do leta 1887 s pomočjo 21 šilingov prihodkov na teden iz štipendije.
Kmalu se je priključil šolski debatni zvezi. V tem času se je začel zanimati za njeno prenovo. Spoznal je Platonov dvogovor Republika in se prek njega usmeril na zamisli socializma, ki ga je zagovarjalo leta 1884 na novo ustanovljeno Angleško socialistično društvo (Fabian Society). Wells je bil tudi med ustanovitelji šolske revije The Science School Journal, v kateri je lahko izražal svoje poglede na književnost in družbo. Študij je zaključil v šolskem letu 1886/1887. Čeprav je uspešno zaključil izpite iz biologije in fizike, pa  zaradi svojega nezanimanja za geologijo ni končal študija in je izgubil štipendijo.
Nekaj časa je bil brez prihodkov. Njegova teta Mary, sestrična njegovega očeta, ga je povabila naj nekaj časa živi pri njej. Tako je bil vsaj denarno priskrbljen. Med bivanjem pri svoji teti se je spoprijateljil z njeno hčerko, svojo sestrično Isabel Mary Wells.
Leta 1891 se je poročil z Isabel, vendar sta se čez par let razšla. Leta 1895 se je ponovno oženil s svojo študentko Amy Catherine Robinns. Ta zakon je trajal dlje.

### Tvorec iger
Poskušal je najti bolj smiselno pot pri igranju s svinčenimi vojaki in je napisal delo Majhne vojne (Little Wars). To imajo danes za prvo razvedrilno vojaško igro. Igralci in konjičkarji ga cenijo kot »očeta pomanjšanega igranja vojn«.

### Pisateljevanje
Njegovo prvo uspešno delo je bilo delo Pričakovanja (Anticipations), objavljeno leta 1901. Verjetno njegovo najbolj nedvoumno futuristično delo so sprva objavili v reviji v nadaljevanjih pod podnaslovom Preskus v prerokovanju (An Experiment in Prophecy). Knjiga je zanimiva zaradi dveh stvari. Pravilno je predvidel razkropitev prebivalstva iz mest v predmestja zaradi vlakov in avtomobilov, zmanjšanje nravnih zadržkov zaradi iskanja moških in žensk večje svobode v spolnosti. Na drugi strani pa je zavračal praktično uporabo podmornic, saj je menil, da je njihova edina vloga dušiti njihove posadke.
Njegovi prvi romani, ki jih imenujejo »znanstvena romantika« so prinesli pojme in vsebine, danes vsakdanje v znanstveni fantastiki. To so predvem romani Časovni stroj (The Time Machine), Zgodba o nevidnem človeku (The Invisible Man) in Vojna svetov (The War of the Worlds). Velikokrat menijo, da so nanje vplivala dela Julesa Vernea. Wells je pisal tudi druge nedomišljijske romane, ki so doživeli kritično odobravanje. Najbolj znana sta satira na edvardijansko oglaševanje Tono-Bungay in Kipps.
Čeprav delo Tono-Bungay ni znanstvenofantastično, igra v njem radioaktivni razpad sicer majhno, vendar pomembno vlogo. Še večjo vlogo ima v romanu Svet se je osvobodil (The World Set Free) iz leta 1914. Ta knjiga vsebuje kar je prav gotovo njegov največji preroški »zadetek«. Znanstveniki njegovega časa so se dobro zavedali, da počasna naravna radioaktivnost radija sprošča energijo v majhni meri skozi tisoče let. Mera sprostitve je premajhna za praktične namene, vendar je celotna količina velikanska. Wellsov roman se vrti okoli (nenaznačenega) izuma, ki pospešuje proces naravne radioaktivnosti in s katerim lahko naredijo bombe, ki imajo sicer enako moč kot navadne z navadnimi eksplozivi, vendar »neprestano eksplodirajo« več dni. Zapisal je: »za ljudi zgodnjega dvajsetega stoletja ne bi moglo biti nič očitnejše kot velika hitrost, s katero bi bila vojna nemogoča... [vendar] tega dejstva niso mogli videti, dokler se niso atomske bombe razpočile v njihovih nerodnih rokah.« Madžarsko-ameriški fizik Leó Szilárd je priznal, da ga je ta knjiga navdihnila in ga vodila k njegovemu odkritju ali izumu jedrske verižne reakcije.
Wells je pisal tudi nedomišljijska dela. Z delom Svetovna zgodovina (The Outline of History) iz leta 1920 je postavil nov standard in pokazal na nove smeri popularizacije znanosti. Tudi drugi pisci so mu sledili s podobnimi deli na drugih področjih. Leta 1922 je izdal delo Kratka zgodovina sveta (A Short Histoy of the World). Takšna dela je ameriški humorist in risar risank James Grover Thurber osmešil v svojem humorističnem eseju Splošni pregled znanstvenikov (An Outlne of Scientists).
Wells je že zelo zgodaj razmišljal o boljšem načinu organiziranja družbe in zaradi tega je napisal več utopičnih romanov. Po navadi se je v njih svet znašel pred katastrofo, dokler ljudje niso našli boljše poti za življenje - ali s pomočjo skrivnostnih plinov iz kometa, zaradi katerih so se ljudje začeli obnašati razumnejše (V dnevih kometa (In the Days of the Comet)), ali s pomočjo sveta znanstvenikov kot v delu Oblika prihajajočih stvari (The Shape of Things to Come) iz leta 1933. To delo je kasneje leta 1938 predelal za film Prihajajoče stvari (Things to Come) Alexandra Korde. Film je še preveč natančno opisal neizbežno svetovno vojno, kjer so zračne bombe uničile mesta.

## Izbrana dela
- Gospodar dinam (The Lord of the Dynamos), (1894),
- Časovni stroj (The Time Machine) (1895), (prevod Svetko Skok, Prešernova družba, Ljubljana 1964), (COBISS),
- Čudoviti obisk (The Wonderful Visit) (1895),
- Otok doktorja Moreaua (The Island of Dr. Moreau) (1896),
- Kolesa prilike (The Wheels of Chance), (1896),
- Zgodba o nevidnem človeku (The Invisible Man) (1897), (prevod Pavel Holeček, Tehniška založba Slovenije, Ljubljana 2005), (COBISS),
- Vojna svetov (The War of the Worlds) (1898), (prevod Bogdan Gradišnik, Tehniška založba Slovenije, Ljubljana 1990), (COBISS),
- Ko se speči prebudi (When The Sleeper Wakes) (1899),
- Ljubezen in gospod Lewisham (Love and Mr Lewisham) (1900),
- Pričakovanja (Anticipations) (1901),
- Prvi ljudje na Mesecu (The First Men in the Moon) (1901), (prevod Seta Oblak, Mladinska knjiga, Ljubljana 1959), (COBISS),
- Morska gospa (The Sea Lady) (1902),
- The Scepticism of the Instrument: Del članka za Oxfordsko filozofsko društvo, 8. november (1903),
- Velikani prihajajo (The Food of the Gods and How It Came to Earth) (1904), (prevod Božidar Grabnar, Tehniška založba Slovenije, Ljubljana 1988), (COBISS),
- Kipps (1905),
- V dnevih kometa (In the Days of the Comet) (1906),
- This Misery of Boots (1907),
- Sodobna Utopija (A Modern Utopia) (1908),
- Vojna v zraku (The War in the Air) (1908),
- Ann Veronica (1909),
- Tono-Bungay (1909),
- Zgodovina gospoda Pollyja (The History of Mr Polly) (1910),
- Novi Machiavelli (The New Machiavelli) (1911),
- Dežela slepega (Country of the Blind) (1911),
- Poroka (Marriage) (1912),
- Strastni prijatelji (The Passionate Friends), (1913),
- Žena sira Isaaca Harmana (The Wife of Sir Isaac Harman) (1914),
- Svet se je osvobodil (The World Set Free) (1914),
- Bealby: A Holiday (1915),
- Boon, The Mind Of The Race... (1915) (pod psevdonimom Reginald Bliss),
- Krasno raziskovanje (The Research Magnificent) (1915),
- Gospod Britling vidi skozi (Mr Britling sees it Through) (1916),
- Škofova duša (The Soul of a Bishop) (1917),
- Joan in Peter (Joan And Peter) (1919),
- Večni ogenj (The Undying Fire) (1919),
- Svetovna zgodovina (The Outline of History) I, II 1920, 1931, 1940 (1949, 1956, 1961, 1971) zgodovina življenja in človeštva, (prevod Milena Mohorič, Modra ptica, Ljubljana 1937), (COBISS),
- Skrivni kraji srca (The Secret Places of the Heart) (1922),
- Washington in upanje za mir (Washington and the Hope of Peace) (1922),
- Ljudje kot bogovi (Men Like Gods) (1923), (prevod Boris Grabnar, Tehniška založba Slovenije, Ljubljana 1986), (COBISS),
- Sanje (The Dream) (1924),
- Oče Christine Alberte (Christina Alberta's Father) (1925),
- Svet Williama Clissolda (The World of William Clissold) (1926),
- Medtem (Meanwhile) (1927),
- Gospod Blettsworthy na otoku Rampole (Mr Blettsworthy on Rampole Island) (1928),
- Odprta zarota (The Open Conspiracy) (1928),
- Kralj, ki je bil kralj (The King who was a King) (1929),
- Bogastvo gozda (The Treasure in the Forest), (1929),
- Samovlada gospoda Parhama (The Autocracy of Mr Parham) (1930),
- The Bulpington of Blup (1932),
- Delo, zdravje in sreča človeštva (The Work, Wealth and Happiness of Mankind) (1932)
- Oblika prihajajočih stvari (The Shape of Things to Come) (1933),
- Igralec kroketa (The Croquet Player) (1936),
- Človek, ki je lahko delal čudeže (The Man who could work Miracles) (1936),
- Glede Dolores (Apropos of Dolores) (1937),
- Brynhild (1937),
- Obiskovanje Camforda (The Camford Visitation) (1937),
- Na zvezdah spočeti (Star Begotten) (1937), (prevod Boris Grabnar, Tehniška založba Slovenije, Ljubljana 1986), (COBISS),
- Bratje (The Brothers) (1938),
- Sveto nasilje (The Holy Terror) (1939),
- Vsi na krovu za Ararat (All Aboard for Ararat) (1940),
- Otroci v temnem gozdu (Babes in the Darkling Wood) (1940),
- Ne moreš biti dovolj previden (You can't be too Careful) (1941),
- Crux Ansata (1943).